# Rompiendo la superficie: la historia de Greg Louganis
Breaking the Surface: The Greg Louganis Story es un telefilme estadounidense de 1997 dirigida por Steven Hilliard Stern. La película está basada íntegramente en el libro autobiográfico del clavadista estadounidense Greg Louganis, quien además participó en este filme como productor y guionista. Está protagonizada por Mario Lopez, Michael Murphy, Jeffrey Meek, Rosemary Dunsmore, Aki Aleong, Patrick David, Rafael Rojas III y Andrew Francis. La película se estrenó el 19 de marzo de 1997 a través de la cadena USA Network.

## Sinopsis
La película narra la vida del clavadista estadounidense Greg Louganis (Mario Lopez), quien a lo largo de su exitosa vida deportiva tuvo que lidiar con su homosexualidad, la relación de amor y odio con su padre (Michael Murphy) y ser diagnosticado VIH positivo justo en lo mejor de su carrera deportiva.

## Reparto
- Mario Lopez – Greg Louganis
- Michael Murphy – Pete Louganis
- Jeffrey Meek – Tom Barrett
- Rosemary Dunsmore – Frances Louganis
- Aki Aleong – Dr. Sammy Lee
- Patrick David – Joven Greg Louganis
- Rafael Rojas III – Greg – 9 años
- Andrew Francis – Niño Bravucón